# Directorio Revolucionario 13 de marzo
El Directorio Revolucionario 13 de marzo fue una organización revolucionaria cubana fundada el 24 de febrero de 1956 como Directorio Revolucionario por José Antonio Echeverría, presidente de la Federación Estudiantil Universitaria, junto con Fructuoso Rodríguez, Faure Chomón, Enrique Rodríguez-Loeches y Joe Westbrook. Uno de los hombres más destacados de ella fue José Luis Gómez Wangüemert Maíquez.

## Antecedentes

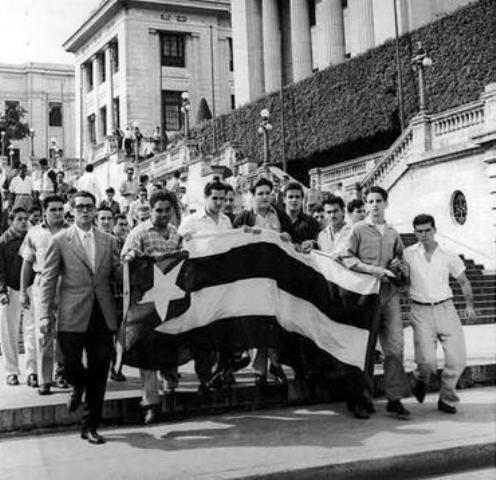
José Antonio Echeverría, Juan Pedro Carbo, René Anillo, Luis Puig (segundo desde la derecha, último sosteniendo la esquina de la bandera) y otros durante una manifestación. Universidad de La Habana.

El primer Directorio Estudiantil se crea en el año de 1927, cuando el presidente Gerardo Machado preparaba una cláusula de poder para reelegirse. Ante esto el estudiantado de la Universidad de La Habana unido a un grupo de estudiantes de otras enseñanzas, principalmente de la capital.
Luego devendría una nueva etapa de lucha, esta en la década del 30, liderada por Rubén Martínez Villena y entre otros Antonio Guiteras Holmes. Muchas fueron las organizaciones que se lanzaron en búsqueda del derrocamiento del dictador Gerardo Machado. Entre esas organizaciones se encontraba el Directorio Estudiantil, fundado en 1931, quien poseía una tendencia reformista.
Gracias a la actividad revolucionaria de los jóvenes y pueblo en general, quien se lanzará a una Huelga General en los primeros días de agosto de 1933, posteriormente Fulgencio Batista diera el Golpe de Estado en Cuba de 1933 que derrocó el gobierno de Carlos Manuel de Céspedes y Quesada, hijo del Padre de la Patria.

## Surgimiento y acciones realizadas
Este movimiento surgió como organización clandestina que agrupaba a jóvenes estudiantes y trabajadores, con el propósito de desarrollar la lucha armada frente a la dictadura. Su máximo dirigente José Antonio Echeverría, firmó en agosto de 1956 junto a Fidel Castro, que representaba al Mov-26 de julio, el “Pacto de México” o “Carta de México “ en el cual ambas organizaciones se comprometían a luchar por la libertad de Cuba y coordinar en todo lo posible sus acciones armadas, haciendo énfasis en la "lucha en las calles", la lucha armada, la denuncia al trujillismo, reconocimiento a los militares idologicamente más puros y la unidad de las dos organizaciones más importantes de la revolución cubana.
Añade a su nombre 13 de Marzo en 1957 como homenaje al fallido Ataque al palacio presidencial de Cuba el 13 de marzo de 1957 y muerte de Echeverría. Después de esta acción donde asume la dirección Faure Chomón. La organización parte al exilio.

## Acciones del 13 de marzo

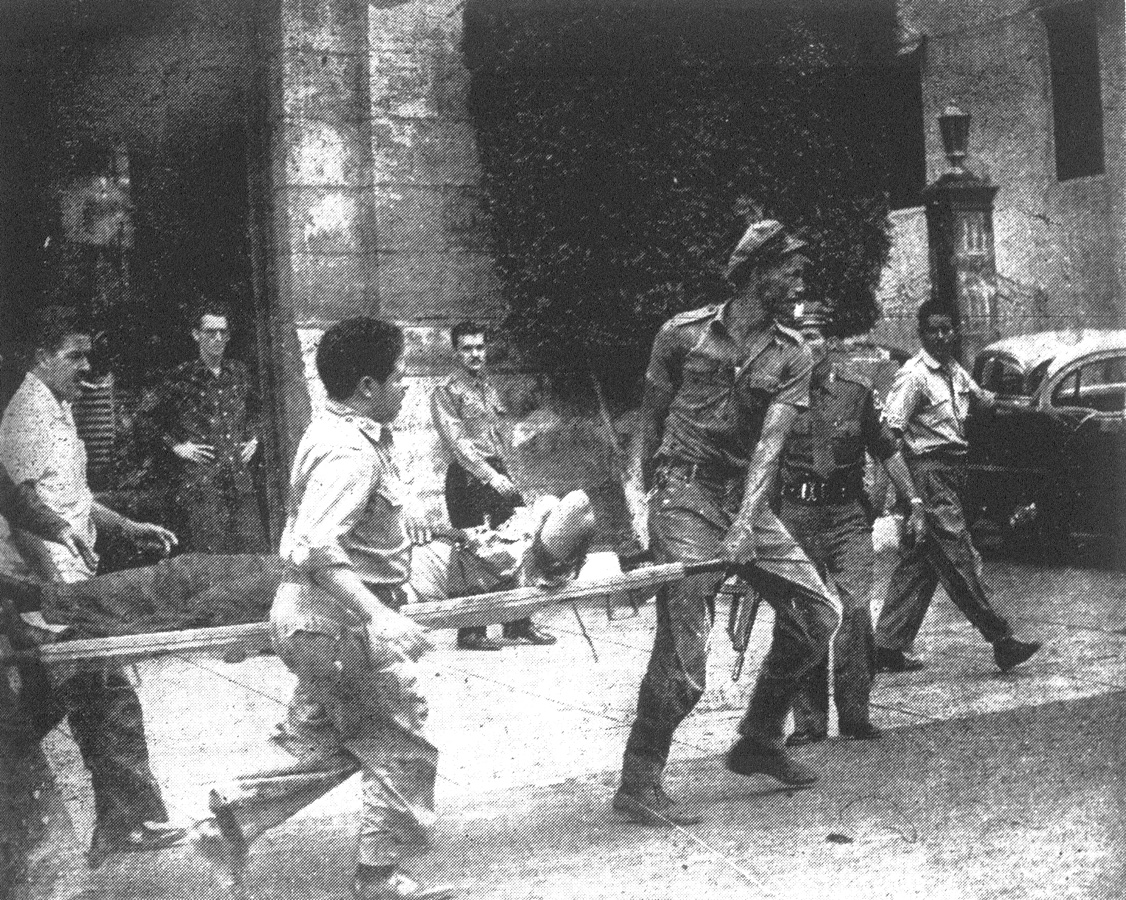
Ataque al palacio presidencial de Cuba.

El 13 de marzo de 1957, militantes del Directorio Revolucionario 13 de marzo (DR-13) atacaron el Palacio Presidencial con el plan de desconcertar al régimen con el asesinato del dictador Fulgencio Batista, entregar las armas de la guarnición a la población convocado por medio de Radio Reloj y tomar otros puntos de la ciudad como el Cuartel Maestre de la Policía (ocupar su fuerte arsenal) y así sucesivamente otras estaciones policíacas y cuarteles hasta dominar la capital.
La idea original de los guerrilleros era que un comando de 50 hombres, bajo la jefatura de Carlos Gutiérrez, asaltaría al Palacio Presidencial; otro comando, de más de cien hombres, protagonizaría la operación de apoyo, en la que serían tomados los edificios que rodean el Palacio y en sus azoteas emplazarían ametralladoras calibre 30 para atacar a los refuerzos del ejército y un tercer comando tomaría Radio Reloj para difundir la noticia de la muerte de Batista y arengar al pueblo.
El asalto ocurrió a las 13:21 de la tarde, cuando miembros del DR-13 medían en minutos cuánto demoraba el dictador en recorrer el camino entre el cuartel de Columbia y el palacio, pero a pesar de la planificación los militantes no hallaron a Fulgencio Batista en su oficina. A pesar de este primer desacierto, otro grupo de guerrilleros asaltaron el Radio Reloj donde notificaron la operación y la supuesta muerte de Fulgencio Batista. Los guerrilleros eligieron a la emisora Radio Reloj era noticiero radial que había logrado una gran audiencia en la ciudad.

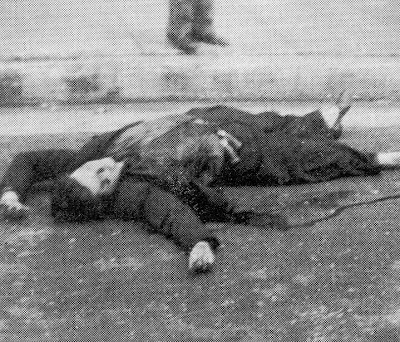
Muerte de José Antonio Echeverría cerca de la Universidad de La Habana.

Después de un cruento tiroteo, la guardia presidencial logró mata a 30 guerrilleros (incluyendo la muerte de José Antonio Echeverría), terminando con 25 oficiales muertos. Si bien la misión fracaso militarmente, que incluyó el asesinato de José Antonio Echeverría ocasiono un golpe en la opinión pública, incrementando las filas e influencia del DR-13. Después de la muerte José Antonio Echeverría, el Directorio Revolucionario agregó a su nombre el "13 de Marzo" en honor al asalto, esto en un comunicado llamado "Testamento político de José Antonio Echeverria", el cual insta a la población a organizarse y continuar la lucha armada.

### Masacre de Humboldt 7

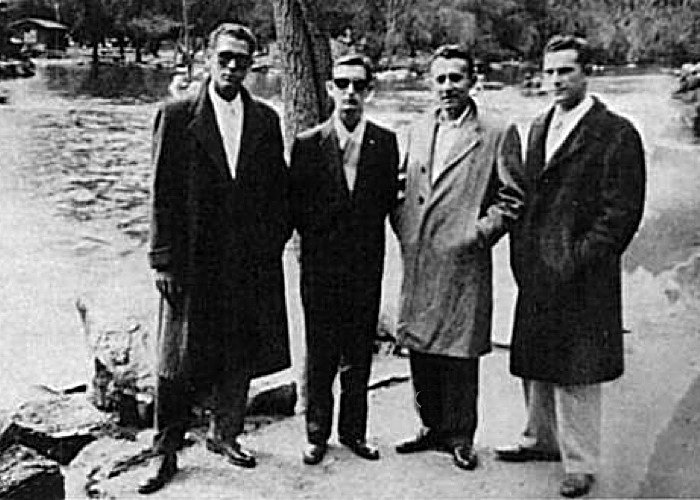
(De izquierda a derecha) Fructuoso Rodríguez, Joe Westbrook, Faure Chomon y Juan Pedro Carbó en Ciudad de México en 1956.

El 20 de abril de 1957, Fructuoso Rodríguez, en unión de los miembros del Directorio Juan Pedro Carbó Serviá, José Machado Rodríguez y Joe Westbrook Rosales se encontraban desarmados, fueron asesinados por las fuerzas de la policía al mando de Esteban Ventura Novo. Joe Westbrook fue el primero de enterarse de la llegada de los agentes, siendo el primero en ser asesinado. Los otros tres milicianos intentaron huir del edificio, pero fueron asesinados por miembros de la Policía Nacional de Cuba. 
Al encargado del edificio, uno de los policías le ordenó tras los 20 minutos que duró aproximadamente la matanza y el trasiego de los cadáveres hasta la calle.

### Eventos posteriores
En el siguiente año el DR-13 sufrió una reorganización debido a los golpes relacionados al asalto y la masacre de Humboldt 7.
El 8 de febrero de 1958 vuelven a Cuba en el yate Scapede y organizan una guerrilla en las montañas del Escambray, teniendo campamentos en la Sierra de los Órganos, en Pinar del Río. Colaboran con la columna del Che Guevara y firman el Pacto del Pedrero el 1 de diciembre de 1958. Con lo cual se establece la unidad de acción con el Movimiento 26 de Julio. El DR-13 junto a otras organizaciones actuaron en la huelga del 9 de abril de 1958 lo que significo una escalada represiva. Por ejemplo el guerrillero Mario Reguera Gómez, murió en un enfrentamiento el 20 de abril, el 23 de junio cae en enfrentamiento con el Servicio de Inteligencia Militar (SIM) Eduardo García Lavandero, Jefe de Acción del Directorio y miembro del ejecutivo, que después de un exilio breve, había regresado a La Habana había ya tendido una emboscada al oficial Esteban Ventura Novo. El 10 de julio son sorprendidos y asesinados dos hombres de acción del Directorio, Tato Rodríguez Vedo y Pedro Martínez Brito, dirigente estudiantil, vicepresidente de la FEU  también del 13 de marzo. Raúl Díaz Argüelles, que sustituye a García Lavandero como jefe de acción, logra escapar ese día herido, después de enfrentarse con la policía. Guillermo Jiménez, al ser sorprendido por la policía, y resultar herido, también tiene que salir nuevamente al exilio.
Después de una escalada de acciones en el interior de la república, el DR-13 y el M-26-7 firman el Pacto del Pedrero, siendo una continuidad al Pacto de México, en el documento se hace un llamado a la unión de todas las fuerzas revolucionarias, esto para la coordinación en sus acciones militares. El día 9, el Partido Socialista Popular, que ya venía colaborando con las fuerzas guerrilleras, hizo públicas unas declaraciones aceptando los acuerdos del Pacto del Pedrero y sus bases para incorporarse también a la campaña.
Posteriormente se integra a las Organizaciones Revolucionarias Integradas (ORI) en 1961, pasando a fusionarse junto con el Movimiento 26 de Julio y el Partido Socialista Popular (PSP) en el Partido Unido de la Revolución Socialista de Cuba el 26 de marzo de 1962, que a partir de 1965 pasará a denominarse Partido Comunista de Cuba.